# Canti di montagna
Canti di Montagna è il secondo album del Coro Edelweiss del C.A.I. di Torino, uscito nel 1973 per la Fonit Cetra.
Nel disco appaiono alcuni canti del coro S.A.T. di Trento ed alcuni canti armonizzati dal coro Edelweiss stesso.
L'album non è più in commercio.

## Tracce
1. Ti ricordi (La Sera dei Baci) - Tradiz.
2. Gli Aizimponeri - arm. Edelweiss
3. La Violeta - arm. Edelweiss
4. Alpini in montagna - Tradiz.
5. Voici venir la nuit - arm. Coro Monte Cauriol
6. La tabachina - arm. Edelweiss
7. Il fucile '91 - arm. Edelweiss
8. Yogueli et Vreneli - arm. Edelweiss
9. Bersagliere ha cento penne (La Penna dell'Alpino) - arm. L. Pigarelli
10. Cum rhonda - Tradiz. gallese arm. Edelweiss
11. Tu scendi dalle stelle - arm. Edelweiss
12. Fischia il vento - Tradiz.